# کاترینا چیپورا
کاترینا چیپورا (اوکراینی: Катерина Петрівна Чепура؛ زادهٔ ۲۳ دسامبر ۱۹۸۶) کارگردان نمایش اهل اوکراین است.